# Green Party (Ierland)
De Green Party - Comhaontas Glas is een politieke partij die opereert in zowel de republiek Ierland als in Noord-Ierland. De partij werd in 1981 opgericht als Ecology Party of Ireland, in 1983 hernoemd in Green Alliance en heeft sinds 1987 de huidige naam. Sinds juli 2024 is Roderic O'Gorman de partijleider.
De Green Party maakte in november 1982 haar debuut bij de Ierse parlementsverkiezingen, maar pas bij de verkiezingen van 1989 veroverde de partij een eerste zetel in de Dáil Éireann. De partij groeide gestaag en ging in 2007 voor het eerst deel uitmaken van de Ierse regering. Samen met het centrumrechtse Fianna Fáil vormde ze tot 2011 een coalitiekabinet onder leiding van de achtereenvolgende premiers Bertie Ahern en Brian Cowen. Na deze regeerperiode werd de Green Party bij de verkiezingen van 2011 zwaar afgestraft: de partij verloor in een klap al haar zetels en verdween uit het parlement. Ondanks deze dreun wist de partij zich relatief snel te herpakken en in 2020 kwam ze, dankzij een grote zege bij de verkiezingen van dat jaar, opnieuw aan de macht. In het kabinet-Martin-Varadkar waren naast de Green Party ook Fianna Fáil en het christendemocratische Fine Gael vertegenwoordigd. Bij de verkiezingen van 2024 volgde opnieuw een fors verlies voor de Green Party en werd nog maar één zetel behouden.